# Joanna Ferkic
Joanna Ferkic (* 1994 in Heist, Schleswig-Holstein) ist eine deutsche Schauspielerin.

## Leben
Ihren ersten Fernsehauftritt hatte sie im Jahr 2003 in einer Nebenrolle in einer Folge der Sat.1-Fernsehserie Alphateam – Die Lebensretter im OP. 2006 spielte sie die Hauptrolle der Milla in dem NDR-Fernsehfilm Der Seehund von Sanderoog. 2008 war sie als Celina Joel in Normal is des ned im Bayerischen Fernsehen zu sehen.
2009 folgte die Rolle der Lisa in der Folge Schicksalstag der ZDF-Fernsehserie Der Bergdoktor.
In dem Spielfilm Das Haus der Krokodile war sie im Frühjahr 2012 in den deutschen Kinos zu sehen. Dort stand sie in der Hauptrolle der Cora zusammen mit zwei von ihren Geschwistern, Kristo und Vijessna Ferkic, vor der Kamera. 2012 spielte sie im ZDF-Fernsehfilm Mörderische Jagd die Rolle der Mathilda. 2013 verkörperte sie Sophie in dem Sat.1-Fernsehfilm Willkommen im Club.
Joanna Ferkics Geschwister Vijessna, Kristo, Arissa und Jaime Ferkic sind ebenfalls Schauspieler. Ihre älteste Schwester ist nicht im Filmgeschäft tätig.

## Filmografie
- 2004: Alphateam – Die Lebensretter im OP (Fernsehserie, 1 Folge)
- 2006: Der Seehund von Sanderoog (Fernsehfilm)
- 2009: Normal is des ned (Gastauftritt)
- 2010: Der Bergdoktor (Gastauftritt)
- 2012: Das Haus der Krokodile (Kinofilm)
- 2012: Mörderische Jagd (Fernsehreihe)
- 2013: Familie ohne Grenzen (Fernsehfilm)
- 2013: Willkommen im Club
- 2014: Reiff für die Insel – Katharina und die Dänen
- 2015: Reiff für die Insel – Katharina und der Schäfer